# فیلمیران
فیلمیران یک شرکت توزیع و پخش فیلم‌های سینمایی در ایران است که اولین شرکت تخصصی پخش فیلم در ایران محسوب می‌شود.
این شرکت در سال ۱۳۸۳ با ادغام چهار شرکت فیلم‌سازی (فیلمسازان جوان به مدیریت سید غلامرضا موسوی، میلاد فیلم به مدیریت رسول صدرعاملی، آفتاب‌نگاران به مدیریت محمدرضا تخت‌کشیان و سیران فیلم به مدیریت حمید اعتباریان) تأسیس شده‌است. علی سرتیپی مدیریت این شرکت را قبلا بر عهده دارد. و هم اکنون میثم نورانی مدیرعامل این مجموعه است.
پردیس سینمایی شکوفه متعلق به مؤسسه فیلمیران است.

## هیئت مدیره فعلی
هیئت مدیره فیلمیران به شرح زیر است.
- غلامرضا موسوی (رئیس)
- محمدرضا تختکشیان (نایب رئیس)
- علی سرتیپی (مدیر عامل)
- رسول صدرعاملی (عضو)

## فیلم‌های توزیع کرده
- زیبا صدایم کن
- آریاشهر دو نفر
- عزیز
- آغوش باز
- زودپز
- ساعت ۶ صبح
- ملاقات با جادوگر
- مصائب شیرین ۲
- مست عشق
- خجالت نکش ۲
- ویلای ساحلی
- چرا گریه نمی‌کنی؟
- جوجه تیغی
- بچه زرنگ
- ستاره‌بازی
- نارگیل۲
- آخرین تولد
- شهرک
- آهنگ دو نفره
- فسیل
- بازیوو
- لا مینور
- عروسی مردم
- مطرب
- خانه پدری
- مردی بدون سایه
- سرخ‌پوست
- قسم
- دختر شیطان
- سامورایی در برلین
- رحمان ۱۴۰۰
- هزارپا
- مارموز
- عرق سرد
- سوفی و دیوانه
- دلم می‌خواد
- عصبانی نیستم
- چهارراه استانبول
- تگزاس
- به وقت شام
- بدون تاریخ، بدون امضاء
- ما خیلی باحالیم
- آینه بغل
- نهنگ عنبر ۲
- لانتوری
- دراکولا
- بادیگارد
- ایستاده در غبار
- ابد و یک روز
- کوچه بی نام
- شکاف
- در مدت معلوم
- چهارشنبه ۱۹ اردیبهشت
- دوران عاشقی
- عصر یخبندان
- بارکد
- نهنگ عنبر
- ایران برگر
- قاتل اهلی
- آنچه مردان درباره زنان نمی‌دانند
- شیار ۱۴۳
- کلاشینکف
- رد کارپت
- متروپل
- چ
- معراجی‌ها
- جیب بر خیابان جنوبی
- گناهکاران
- دربند
- پل چوبی
- شهر موشها ۲
- دهلیز
- هیس دخترها فریاد نمی‌زنند
- گهواره‌ای برای مادر
- گذشته
- چه خوبه که برگشتی
- رسوایی
- تهران ۱۵۰۰
- من مادر هستم
- بغض
- ضد گلوله
- بی خداحافظی
- کلاه قرمزی و بچه ننه
- خوابم می آد
- نارنجی پوش
- گشت ارشاد
- پرستوهای عاشق
- چیزهایی هست که نمی‌دانی
- خاک و آتش
- اخلاقتو خوب کن
- پرتقال خونی
- سعادت آباد
- سیزده ۵۹
- ورود آقایان ممنوع
- جرم
- شرط اول
- زنان ونوسی، مردان مریخی
- مرهم
- خیابان بیست و چهارم
- اخراجی‌ها ۳
- جدایی نادر از سیمین
- پرسه در مه
- حوالی اتوبان
- آتشکار
- خاله سوسکه
- زندگی با چشمان بسته
- عروسک
- نفوذی
- لطفاً مزاحم نشوید
- هرچی خدا بخواد
- سن پطرزبورگ
- یک جیب پر پول
- دختران
- کودک و فرشته
- پوپک و مش ماشاالله
- طهران تهران
- هیچ
- شاعر زباله‌ها
- عیار ۱۴
- هر شب تنهایی
- شبانه
- تنها دو بار زندگی می‌کنیم
- حقیقت گمشده
- تاکسی نارنجی
- پنالتی
- روز بر می‌آید
- خروس جنگی
- دربارهٔ الی
- کلبه
- حریم شخصی
- بیست
- وقتی همه خوابیم
- سه زن
- تیغ زن
- زن دوم
- مجنون لیلی
- مخمصه
- مصائب دوشیزه
- اقلیما
- اتوبوس شب
- پسران آجری
- دستهای خالی
- نصف مال من، نصف مال تو
- روز سوم
- پارک وی
- سنگ، کاغذ، قیچی
- اخراجی‌ها
- ستاره است
- چه کسی امیر را کشت؟
- عروسک فرنگی
- شام عروسی
- هوو
- ما همه خوبیم
- هشت پا
- کافه ترانزیت
- آکواریوم
- دیشب باباتو دیدم آیدا
- نوک برج
- رستگاری در هشت و بیست دقیقه
- ماهی‌ها عاشق می‌شوند
- گل یخ
- برادرم خسرو
- چهارشنبه خون به پا می‌شود
- خواب زده‌ها
- خیابان‌های آرام
- در انتظار معجزه
- رستم و سهراب
- ستاره بود
- سارا و آیدا
- سلام بمبئی
- فروشنده
- ‌ درخت گردو
- قصه‌ها
- مالاریا
- متولد ۶۵
- نیمه شب اتفاق افتاد
- کلبه
- یتیم خانه ایران
- چپ، راست